# Biasimo delle donne

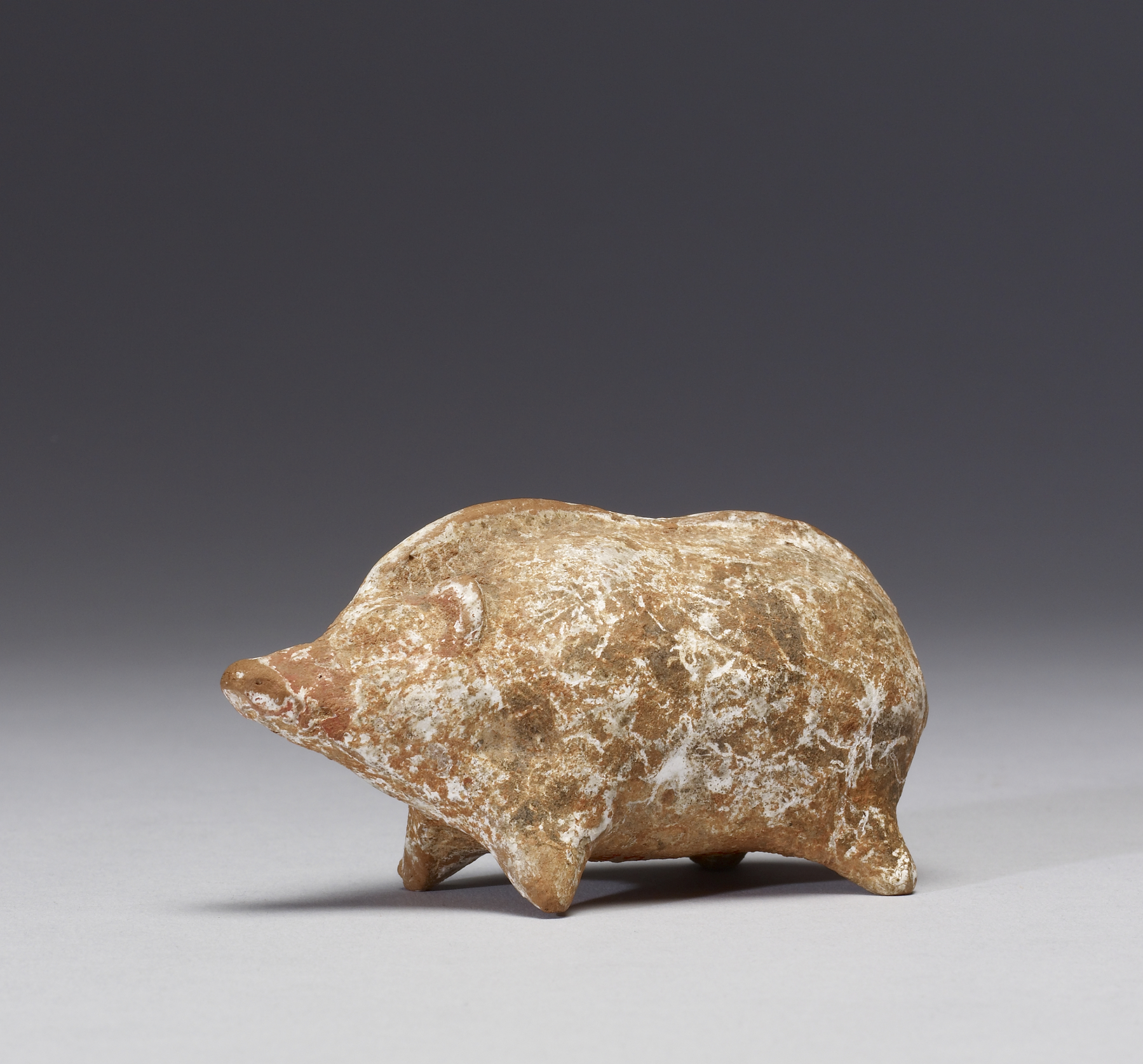
Arte della Grecia arcaica: scultura di un maiale, uno degli animali a cui si ispira Semonide nel suo componimento.

Il biasimo delle donne, conosciuto anche come Giambo sulle donne o Frammento 7, è un componimento giambico satirico scritto in greco antico da Semonide di Amorgo nel sesto o settimo secolo a.C. Il giambo si basa sull'idea che Zeus abbia creato l'uomo e la donna in modo differente, e più specificatamente, che abbia plasmato dieci tipi diversi di donne basandosi su differenti specie di animali. Il componimento si è conservato grazie alla sua inclusione nell'antologia di Giovanni Stobeo.

## Contenuto
Nel frammento vengono descritti dieci generi diversi della figura della donna, tra i quali nove sono additati come nocivi: 
- La donna sporca deriva dal maiale;
- La donna astuta viene dalla volpe;
- La donna incessantemente curiosa e che ha bisogno di molte attenzioni ha origine dal cane;
- La donna pigra e apatica deriva dalla terra;
- La donna capricciosa e con sbalzi di umore dall'acqua del mare;
- La donna testarda ha la sua origine nel mulo;
- La donna inaffidabile e incontrollabile dalla donnola o dalla puzzola (dipende dalla traduzione);
- La donna fiera oltre misura deriva dalla cavalla;
- La donna peggiore e più brutta ha origine dalla scimmia.[3]

Solo la "donna ape" è descritta come virtuosa. La citazione dell'ape viene considerata un omaggio al precedente poema di Esiodo intitolato Teogonia, il quale utilizza la metafora delle donne e degli uomini come api.

## Significato
Il frammento 7 di Semonide è considerevole per la sua lunghezza. Con 118 versi, è l'esempio rinvenuto più lungo della poesia giambica della Grecia antica. Insieme alla storia di Pandora di Esiodo, è uno dei primi testi che attestano la misoginia nell'antica Grecia.
Il giambo fu probabilmente composto per essere esposto durante un simposio. È stato interpretato da Robin Osborne come un tentativo di rinforzare la figura maschile, la quale "dipendeva da, e [era] costantemente rinforzata, dall'abuso sulle donne." Theresa Morgan nota, però, che nonostante il componimento ribadisca la struttura del sistema patriarcale, gli uomini nel frammento hanno sorprendentemente poco controllo sulle loro mogli, che sono in grado di comportarsi in malo modo.
Il frammento è stato criticato dagli autori moderni, che lo hanno descritto come "abbastanza buono anche se privo di umorismo e carente di fascino nella presentazione". È stato considerato importante in quanto in grado di dare una visione del pensiero dei modelli arcaici, mentre alcuni critici, come ad esempio Hermann Fränkel, hanno affermato che il frammento ha poco valore letterario. Hugh Lloyd-Jones concorda sul fatto che Semonide non è un "gran poeta", diversamente da Archiloco, nonostante Pat Easterling difenda il componimento di Semonide considerandolo un "poema vivo e interessante" con un "vivido uso di dettagli di utilizzo quotidiano". Anche Easterling concorda sul fatto che il poema sia "poco impegnativo".